# Jasenova, Kolašin
Jasenova este un sat din comuna Kolašin, Muntenegru. Conform datelor de la recensământul din 2003, localitatea are 35 de locuitori (la recensământul din 1991 erau 52 de locuitori).

## Demografie
În satul Jasenova locuiesc 30 de persoane adulte, iar vârsta medie a populației este de 50,5 de ani (45,1 la bărbați și 55,0 la femei). În localitate sunt 17 gospodării, iar numărul mediu de membri în gospodărie este de 2,06.
Populația localității este foarte eterogenă.
|  |

| Demografie | Demografie | Demografie |
| An         | Locuitori  | Locuitori  |
| ---------- | ---------- | ---------- |
|            |            |            |
|            |            |            |
|            |            |            |
|            |            |            |
| 1948       | 63         |            |
| 1953       | 80         |            |
| 1961       | 156        |            |
| 1971       | 83         |            |
| 1981       | 47         |            |
| 1991       | 52         | 52         |
| 2003       | 35         | 35         |

| \| Componența etnică conform recensământului din 2003[2] \| Componența etnică conform recensământului din 2003[2] \| Componența etnică conform recensământului din 2003[2] \| Componența etnică conform recensământului din 2003[2] \| Componența etnică conform recensământului din 2003[2] \| \| ----------------------------------------------------- \| ----------------------------------------------------- \| ----------------------------------------------------- \| ----------------------------------------------------- \| ----------------------------------------------------- \| \| \| \| \| \| \| \| Sârbi \| Sârbi \| \| 18 \| 51,42% \| \| Muntenegreni \| Muntenegreni \| \| 15 \| 42,85% \| \| necunoscută \| necunoscută \| \| 0 \| 0% \| |              |  |    |        |
| Componența etnică conform recensământului din 2003 |              |  |    |        |
| |              |  |    |        |
| Sârbi | Sârbi        |  | 18 | 51,42% |
| Muntenegreni | Muntenegreni |  | 15 | 42,85% |
| necunoscută | necunoscută  |  | 0  | 0%     |